# Il fannullone/Carlo Martello ritorna dalla battaglia di Poitiers
Il fannullone/Carlo Martello ritorna dalla battaglia di Poitiers è il terzo singolo di Fabrizio De André, pubblicato in Italia dalla Karim nel 1963.

## Tracce
1. Il fannullone (testo: Paolo Villaggio – musica: Fabrizio De André)
2. Carlo Martello ritorna dalla battaglia di Poitiers (testo: Villaggio, De André – musica: De André)

## Copertina
La copertina venne realizzata in tre diverse varianti, di cui due in bianco e nero e una a colori, con diversa colorazione delle scritte; sul retro di copertina vi sono alcune note biografiche, differenti nel retro della seconda copertina.

## Brani
L'autore del testo di entrambe le canzoni è l'attore Paolo Villaggio, amico di De André.

### Il fannullone
Il brano è una ballata singolare sia dal punto di vista musicale, in quanto alterna un ritmo binario (2/4) e un ritmo ternario (3/4), sia dal punto di vista lirico: è la storia di un uomo che ha scelto di vivere solo il lato giocoso della vita, dormendo di giorno e vagando di notte raccontando storie, ed è per questo inviso alla gente "per bene". All'uomo trovano anche lavoro in un grande ristorante,
Povero ma felice, si innamora e si sposa; tuttavia l'uomo non riesce ad adattarsi alla vita matrimoniale:
La moglie prima lo tradisce e poi scappa,
ma poi ci ripenserà, e ritornerà per vivere raminga con il suo amato fannullone.
Il fannullone fu la canzone che De André eseguì in occasione della sua prima apparizione televisiva, nel maggio 1963, in occasione del varietà televisivo Rendez-vous, spettacolo diretto da Vito Molinari.

### Carlo Martello ritorna dalla battaglia di Poitiers
Villaggio raccontò:
(Paolo Villaggio)
La musica del brano è ispirata a una canzone popolare francese ripresa e incisa dalla cantautrice Anne Sylvestre.
La registrazione della canzone fu effettuata da Boneschi a casa di Vittorio Paltrinieri, con la partecipazione al corno di Michelangelo Mojoli, cornista della Scala, il cui fratello suonava in trio con lo stesso Boneschi.
In un linguaggio sarcasticamente aulico, sottolineato da una musica solenne, Villaggio dà un tocco di rustico colore alla tradizione medievale e cristiana fatta di battaglie, onore e "cavalleria", narrando le vicende di Carlo Martello, che, appena tornato vittorioso dalle gloriose gesta belliche contro i Mori, non trova di meglio da fare che comportarsi da perfetto maschio cialtrone con una fanciulla popolana di facili costumi, incontrata mentre nuotava in un ruscello, per soddisfare i suoi appetiti sessuali, che gli provocano più dolore delle ferite fisiche riportate in battaglia:
...e che si arrabbia, impreca e scappa quando la fanciulla gli presenta il conto:
Il brano si rifà ad un antico genere popolare francese diffuso all'epoca dei trovatori, la "pastorella", che trattava appunto degli incontri tra cavalieri e popolane e delle proposte amorose che ricevevano queste ultime. Per rafforzare l'ambientazione bucolica e pastorale gli incontri avvenivano perlopiù vicino a ruscelli e specchi d'acqua; nel caso in questione si tratta di una "chiara fontanella".
(Paolo Villaggio)
Tra l'altro occorre notare che la situazione accennata a proposito dell'uso delle cinture di castità da parte delle mogli dei soldati in guerra
fu ripresa nel film Superfantozzi, in cui il personaggio interpretato proprio dallo stesso Paolo Villaggio ritorna dalle crociate e si accorge di aver perso la chiave della cintura di castità della moglie.
Si nota comunque, anche nell'ambito scherzoso e divertito della vicenda, che questo brano contiene già una forma di antimilitarismo e di accusa alla guerra, tema che ricorrerà spesso nei brani successivi di De André (due su tutti La guerra di Piero e Andrea):
Vi è, inoltre, una citazione dantesca: «Poscia, più che 'l dolor poté 'l digiuno» (Divina Commedia, Inferno, Canto XXXIII, in riferimento al conte Ugolino), che diventa «Ma più dell'onor, poté il digiuno».
Meno rilevanti, dato il carattere chiaramente di "leggenda", sono le "licenze poetiche": Carlo Martello non fu mai re ma solo "maestro di palazzo" dei re Merovingi (anche se la sua carica ed il successo militare ottenuto a Poitiers gli permisero di esercitare in vita poteri simili a quelli di un re, tanto da esser considerato dai suoi contemporanei come un re di fatto, a cui mancava solo il titolo), e la battaglia di Poitiers avvenne alla fine del mese di ottobre, non «al sol della calda primavera».
La canzone fu riarrangiata nel 1967 per l'album Vol. 1º: la reincisione si riconosce dall'accento dialettale bolognese con cui De André interpreta la pulzella e, come anticipato all'inizio, dal fatto che sono presenti degli assolo di corno sin dall'inizio e di tromba a partire da metà canzone, che fanno da contrappunto al cantato, assenti nell'edizione originale. Sono presenti anche assoli di fagotto, sempre a scopo contrappuntistico.

#### Cover
- Di Carlo Martello ritorna dalla battaglia di Poitiers realizzerà una cover Silverio Pisu nel 1964 nell'album Ballate di ieri, ballate di oggi.

- Nel 1999 Claudio Baglioni la esegue dal vivo durante la trasmissione televisiva L'ultimo valzer in duetto con il suo autore Paolo Villaggio.

- Nel 2006 i pugliesi Folkabbestia incidono la canzone includendola nel loro album 25-60-38. Breve saggio sulla canzone italiana.